# Flugplatz Pignon

i7
i11
i13
Der Flugplatz Pignon (französisch Aérodrome de Pignon, Haitianisch-Kreolisch Ayewopò Piyon, LID: HT-0012) liegt im Département Nord von Haiti.

## Beschreibung
Der Flugplatz Pignon liegt mit seiner 1200 Meter langen Piste im Süden der Gemeinde. Die Piste ist nicht eingefriedet und nicht gesichert. Eine Beleuchtung ist nicht vorhanden, auch keine Einrichtungen wie Treibstoffversorgung, Flugsicherung oder Feuerwehr.
Der Flugplatz wird von Chartermaschinen genutzt; Mission Aviation Fellowship nennt Pignon als einen von Port-au-Prince aus bedienten Zielflugplatz.
Gebaut wurde der Flugplatz auf Initiative und auf Kosten von Guy Theodore, einem in den Vereinigten Staaten lebenden Arzt und ehemaligen Angehörigen des Medical Corps der U.S: Air Force, der es sich wie andere Vertreter der haitianischen Diaspora zur Aufgabe gemacht hatte, seinen Heimatort zu fördern.